# Misrikh-cum-Neemsar
Misrikh-cum-Neemsar es una ciudad y municipio situada en el distrito de Sitapur en el estado de Uttar Pradesh (India). Su población es de 18388 habitantes (2011). Se encuentra a 80 km de Lucknow

## Demografía
Según el censo de 2011 la población de Misrikh-cum-Neemsar era de 18388 habitantes, de los cuales 9695 eran hombres y 8693 eran mujeres. Misrikh-cum-Neemsar tiene una tasa media de alfabetización del 80,39%, superior a la media estatal del 67,68%: la alfabetización masculina es del 85,35%, y la alfabetización femenina del 74,76%.